# 1.ᵉʳ Regimiento Panzer de Paracaidistas
El 1.er Regimiento Panzer de Paracaidistas (1. Fallschirm-Panzer-Regiment) fue una unidad panzer de la Luftwaffe durante la Segunda Guerra Mundial.

## Historia
Formada en enero de 1944 con 2 batallones con 4 compañías cada una. En junio de 1944 fue renombrada como 21.er Regimiento Panzer de Paracaidistas.

## Subordinado
| 1.er Ejército de Paracaidistas | Enero de 1944 — junio de 1944 |

- Datos: Q17374308